# Saint-Père-sur-Loire
Saint-Père-sur-Loire és un municipi francès, situat al departament del Loiret i a la regió de Centre – Vall del Loira. L'any 2007 tenia 1.039 habitants.

## Demografia

### Població
El 2007 la població de fet de Saint-Père-sur-Loire era de 1.039 persones. Hi havia 436 famílies, de les quals 124 eren unipersonals (80 homes vivint sols i 44 dones vivint soles), 160 parelles sense fills, 124 parelles amb fills i 28 famílies monoparentals amb fills.
La població ha evolucionat segons el següent gràfic:
Habitants censats

### Habitatges
El 2007 hi havia 515 habitatges, 446 eren l'habitatge principal de la família, 47 eren segones residències i 22 estaven desocupats. 473 eren cases i 27 eren apartaments. Dels 446 habitatges principals, 323 estaven ocupats pels seus propietaris, 117 estaven llogats i ocupats pels llogaters i 6 estaven cedits a títol gratuït; 2 tenien una cambra, 15 en tenien dues, 93 en tenien tres, 168 en tenien quatre i 168 en tenien cinc o més. 400 habitatges disposaven pel capbaix d'una plaça de pàrquing. A 217 habitatges hi havia un automòbil i a 182 n'hi havia dos o més.

### Piràmide de població
La piràmide de població per edats i sexe el 2009 era:
| Homes | Edats   | Dones |
| ----- | ------- | ----- |
| 0     | 95 o +  | 4     |
| 0     | 90 a 94 | 4     |
| 8     | 85 a 89 | 4     |
| 16    | 80 a 84 | 4     |
| 32    | 75 a 79 | 32    |
| 16    | 70 a 74 | 40    |
| 36    | 65 a 69 | 32    |
| 36    | 60 a 64 | 20    |
| 20    | 55 a 59 | 24    |
| 52    | 50 a 54 | 32    |
| 32    | 45 a 49 | 24    |
| 20    | 40 a 44 | 24    |
| 68    | 35 a 39 | 56    |
| 28    | 30 a 34 | 28    |
| 24    | 25 a 29 | 24    |
| 24    | 20 a 24 | 8     |
| 20    | 15 a 19 | 12    |
| 40    | 10 a 14 | 48    |
| 32    | 5 a 9   | 12    |
| 20    | 0 a 4   | 32    |

## Economia
El 2007 la població en edat de treballar era de 619 persones, 448 eren actives i 171 eren inactives. De les 448 persones actives 427 estaven ocupades (229 homes i 198 dones) i 21 estaven aturades (9 homes i 12 dones). De les 171 persones inactives 77 estaven jubilades, 49 estaven estudiant i 45 estaven classificades com a «altres inactius».

### Ingressos
El 2009 a Saint-Père-sur-Loire hi havia 447 unitats fiscals que integraven 1.056 persones, la mediana anual d'ingressos fiscals per persona era de 18.824 €.

### Activitats econòmiques
Dels 47 establiments que hi havia el 2007, 3 eren d'empreses de fabricació d'altres productes industrials, 11 d'empreses de construcció, 16 d'empreses de comerç i reparació d'automòbils, 1 d'una empresa de transport, 4 d'empreses d'hostatgeria i restauració, 1 d'una empresa d'informació i comunicació, 4 d'empreses financeres, 1 d'una empresa immobiliària, 3 d'empreses de serveis, 1 d'una entitat de l'administració pública i 2 d'empreses classificades com a «altres activitats de serveis».
Dels 14 establiments de servei als particulars que hi havia el 2009, 2 eren tallers de reparació d'automòbils i de material agrícola, 1 taller d'inspecció tècnica de vehicles, 3 paletes, 1 guixaire pintor, 3 fusteries, 1 lampisteria, 1 restaurant, 1 agència immobiliària i 1 tintoreria.
Dels 10 establiments comercials que hi havia el 2009, 1 era, 1 un hipermercat, 1 un supermercat, 1 una botiga de més de 120 m², 1 una botiga de roba, 1 una botiga d'electrodomèstics, 2 botigues de material esportiu i 2 floristeries.
L'any 2000 a Saint-Père-sur-Loire hi havia 10 explotacions agrícoles que ocupaven un total de 480 hectàrees.

## Equipaments sanitaris i escolars
El 2009 hi havia una escola elemental.

## Poblacions més properes
El següent diagrama mostra les poblacions més properes.